# Leagues Cup
De Leagues Cup is een in 2019 opgericht Noord-Amerikaans voetbaltoernooi dat gehouden wordt tussen clubs van de MLS en Liga MX. In juli 2019 ging de eerste editie van start met vier clubs uit beide competities. De eerste editie was een toernooi met een directe knock-out-fase, dat werd georganiseerd in de Verenigde Staten met een finale die op 18 september 2019 in Whitney werd gespeeld. De eerste editie werd gewonnen door Cruz Azul, dat in de finale met 2–1 wist te winnen van Tigres UANL. Vanaf 2023 wordt het toernooi uitgebreid met alle clubs uit de MLS en Liga MX, waarbij de drie beste teams zich kwalificeren voor de CONCACAF Champions League.

## Trofee
De Leagues Cup-trofee werd in september 2019 onthuld en bestaat uit een zilveren schaal van 22 pond (10 kilogram), bovenop een voetstuk. Het is 16,5 inch (42 centimeter) hoog en 16,1 inch (41 centimeter) breed. Een replicatrofee wordt na twaalf maanden met de originele trofee aan de winnaars geschonken.

## Finales
| Seizoen | Datum                                                          | Winnaar                                                        | Uitslag                                                        | Verliezer                                                      | Stadion                                                        | Toe.                                                           |      |              |           |       |             |                               |        |
| ------- | -------------------------------------------------------------- | -------------------------------------------------------------- | -------------------------------------------------------------- | -------------------------------------------------------------- | -------------------------------------------------------------- | -------------------------------------------------------------- | ---- | ------------ | --------- | ----- | ----------- | ----------------------------- | ------ |
| Seizoen | Datum                                                          | Winnaar                                                        | Uitslag                                                        | Verliezer                                                      | Stadion                                                        | Toe.                                                           | 2019 | 18 september | Cruz Azul | 2 – 1 | Tigres UANL | Sam Boyd Stadium, Whitney, NV | 20.132 |
| 2020    | Geannuleerd wegens coronapandemie                              | Geannuleerd wegens coronapandemie                              | Geannuleerd wegens coronapandemie                              | Geannuleerd wegens coronapandemie                              | Geannuleerd wegens coronapandemie                              | Geannuleerd wegens coronapandemie                              |      |              |           |       |             |                               |        |
| 2021    | 22 september                                                   | Club León                                                      | 3 – 2                                                          | Seattle Sounders                                               | Allegiant Stadium, Paradise, NV                                | 24.824                                                         |      |              |           |       |             |                               |        |
| 2022    | Alleen gehouden als oefenwedstrijden, geen kampioen aangewezen | Alleen gehouden als oefenwedstrijden, geen kampioen aangewezen | Alleen gehouden als oefenwedstrijden, geen kampioen aangewezen | Alleen gehouden als oefenwedstrijden, geen kampioen aangewezen | Alleen gehouden als oefenwedstrijden, geen kampioen aangewezen | Alleen gehouden als oefenwedstrijden, geen kampioen aangewezen |      |              |           |       |             |                               |        |
| 2023    | 19 augustus                                                    | Inter Miami                                                    | 1 – 1 (10 – 9 n.s.)                                            | Nashville                                                      | Geodis Park, Nashville, TN                                     | 30.109                                                         |      |              |           |       |             |                               |        |
| 2024    | 25 augustus                                                    | Columbus Crew                                                  | 3 – 1                                                          | Los Angeles                                                    | Lower.com Field, Columbus, OH                                  | 20.190                                                         |      |              |           |       |             |                               |        |
| 2025    |                                                                |                                                                | –                                                              |                                                                |                                                                |                                                                |      |              |           |       |             |                               |        |

## Statistieken

### Aantal titels
| Team             | K. | Jaren kampioen | R. | Jaren runner-up |
| ---------------- | -- | -------------- | -- | --------------- |
| Cruz Azul        | 1  | 2019           | 0  |                 |
| Club León        | 1  | 2021           | 0  |                 |
| Inter Miami      | 1  | 2023           | 0  |                 |
| Columbus Crew    | 1  | 2024           | 0  |                 |
| Tigres UANL      | 0  |                | 1  | 2019            |
| Seattle Sounders | 0  |                | 1  | 2021            |
| Nashville        | 0  |                | 1  | 2023            |
| Los Angeles      | 0  |                | 1  | 2024            |